# 巴利尼亚克
巴利尼亚克（法語：Balignac，法語發音：[baliɲak]）是法国奥克西塔尼大区塔恩-加龙省的一个市镇，属于卡斯泰尔萨拉桑区。

## 地理
巴利尼亚克（43°57'19"N, 0°52'28"E）面积4.09 平方千米，位于法国奧克西塔尼大區塔恩-加龙省，该省份为法国西南部内陆省份，北起顺时针与洛特省、阿韦龙省、塔恩省、上加龙省、热尔省和洛特-加龙省接壤。
与巴利尼亚克接壤的市镇（或旧市镇、城区）包括：拉维、蒙加亚尔、普帕、皮加亚尔德洛马涅。

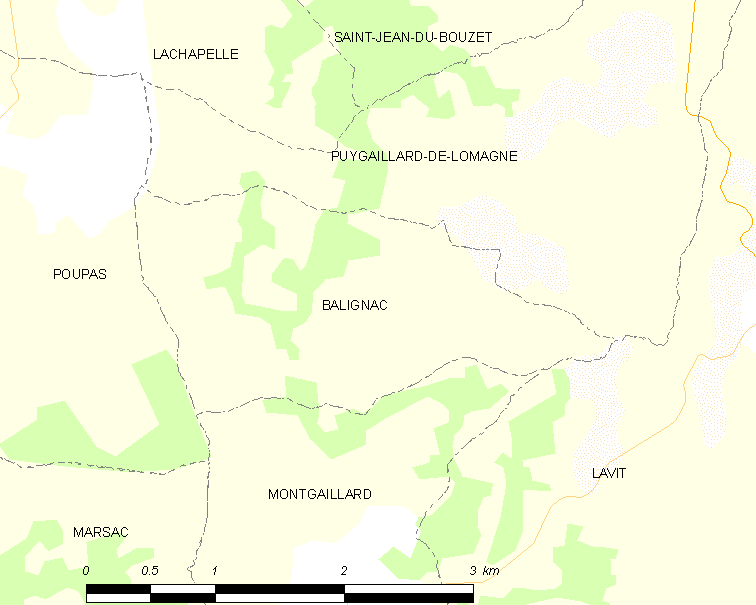
巴利尼亚克的OSM定位图

巴利尼亚克的时区为UTC+01:00、UTC+02:00（夏令时）。

## 行政
巴利尼亚克的邮政编码为82120，INSEE市镇编码为82009。

## 政治
巴利尼亚克所属的省级选区为加龙-洛马涅-布吕尤瓦县。

## 人口

1962-2008年间巴利尼亚克人口变化图示

巴利尼亚克于2022年1月1日时的人口数量为40人。